# Luděk Korpa
Luděk Korpa (13. listopadu 1960, Plzeň – 20. června 2023) byl český evangelický duchovní a pedagog. V duchovenské službě Českobratrské církve evangelické působil od roku 1990, nejprve jako jáhen, později jako farář. Jeho posledním působištěm byl Západní sbor v Plzni na jižním předměstí. 
Na Církevním gymnáziu Plzeň vyučoval latinu a religionistiku.